# Birgit Friedmann
Birgit Friedmann, nemška atletinja, * 8. april 1960, Königstein im Taunus, Zahodna Nemčija.
Ni nastopila na poletnih olimpijskih igrah. Na svetovnih prvenstvih je osvojila naslov prvakinje v teku na 3000 m leta 1980. 